# Artjom Kostyrev
Artjom Kostyrev (russisch Артём Костырев, transkribiert Artjom Kostyrew; * 13. Mai 1982 in Nowosibirsk, Russische SFSR) ist ein deutscher Eishockeyspieler, der ab der Saison 2016/17 für die Harzer Falken in der Oberliga Nord spielt. Dort löste er seinen Vertrag im Februar 2020 auf.

## Karriere
Kostyrev begann seine Profikarriere 2002 bei den Kassel Huskies. Dort konnte er allerdings in 26 Spielen keinen Scorerpunkt erzielen, so dass er nach einer weiteren Saison in Kassel zum Ligakonkurrenten Grizzly Adams Wolfsburg wechselte, mit denen er bereits im ersten Jahr aus der Deutschen Eishockey Liga in die 2. Bundesliga abstieg. Im Sommer 2006 unterschrieb der Stürmer einen Vertrag beim EV Duisburg. Mit 13 Punkten in 55 DEL-Partien war die Spielzeit 2007/08 die bisher erfolgreichste in der Karriere des gebürtigen Russen.
Am 18. Dezember 2008 gaben die Verantwortlichen der Füchse Duisburg bekannt, das Vertragsverhältnis mit Kostyrev aufgelöst zu haben. Füchse Trainer Didi Hegen äußerte sich schließlich gegenüber Journalisten, dass Kostyrev nicht mehr zufrieden mit seiner Lage war und über zu wenig Eiszeiten klagte. Artjom Kostyrev wechselte daraufhin in die 2. Bundesliga zu den EVR Tower Stars, für die er bis Mai 2010 spielte. Im Sommer 2010 nahm er am Trainingslager der Dresdner Eislöwen teil, konnte aber aufgrund von Verletzungsproblemen nicht an den Testspielen teilnehmen und erhielt daher keinen Vertrag.

## Karrierestatistik
(Legende zur Spielerstatistik: Sp oder GP = absolvierte Spiele; T oder G = erzielte Tore; V oder A = erzielte Assists; Pkt oder Pts = erzielte Scorerpunkte; SM oder PIM = erhaltene Strafminuten; +/− = Plus/Minus-Bilanz; PP = erzielte Überzahltore; SH = erzielte Unterzahltore; GW = erzielte Siegtore; 1 Play-downs/Relegation; Kursiv: Statistik nicht vollständig)